# Pelatantheria insectifera
Pelatantheria insectifera är en orkidéart som först beskrevs av Heinrich Gustav Reichenbach, och fick sitt nu gällande namn av Henry Nicholas Ridley. Pelatantheria insectifera ingår i släktet Pelatantheria och familjen orkidéer. Inga underarter finns listade i Catalogue of Life.

## Bildgalleri

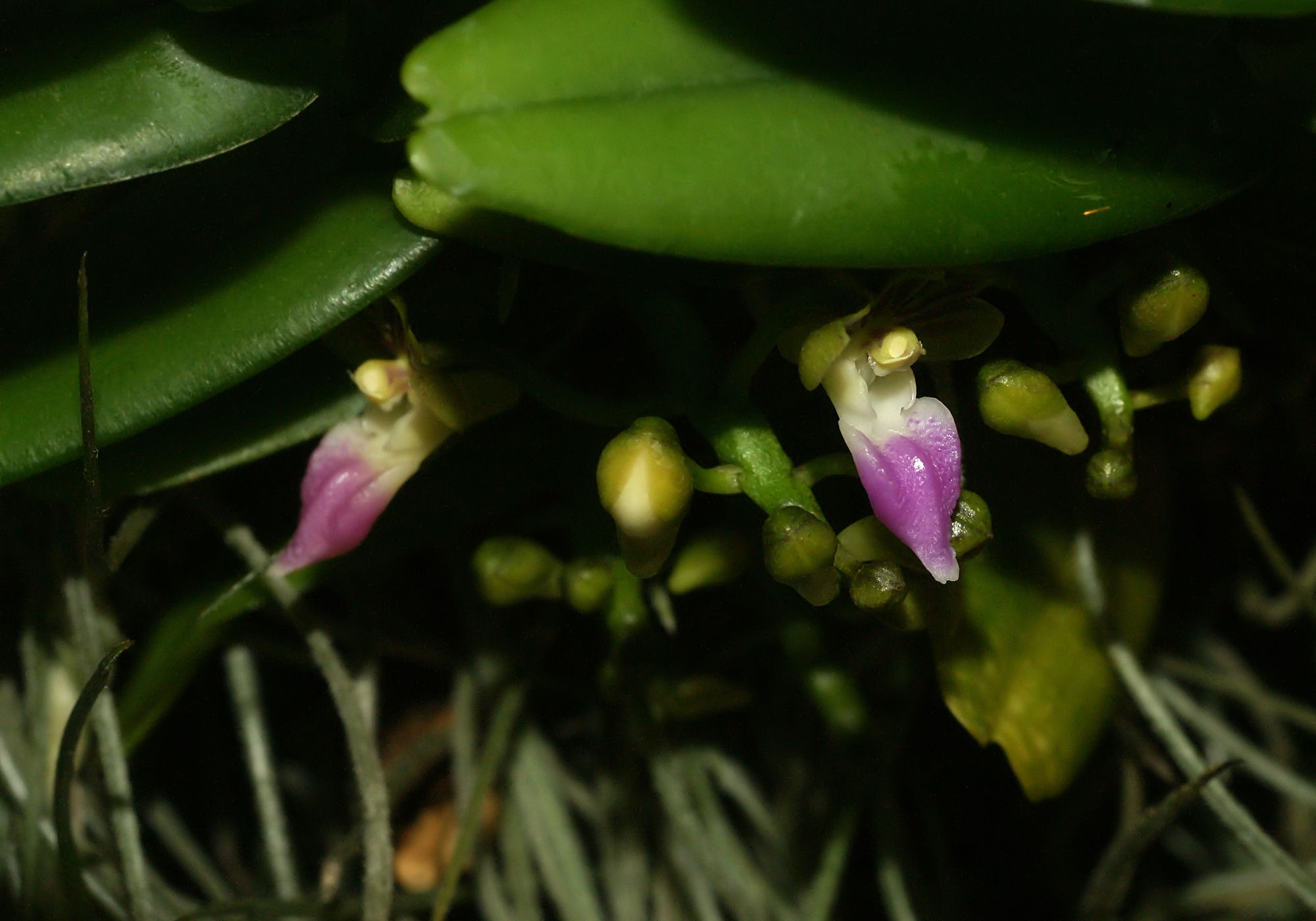
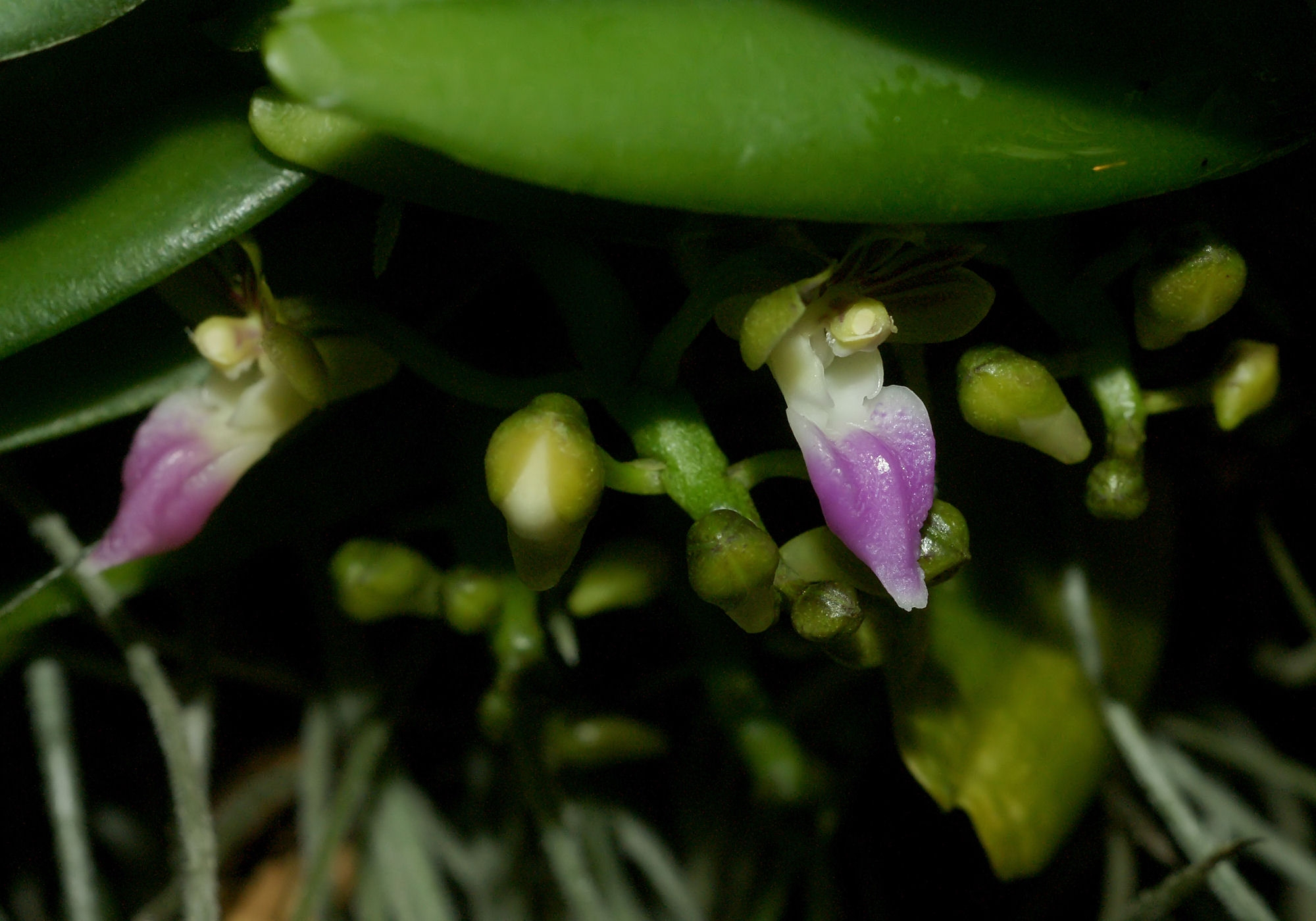
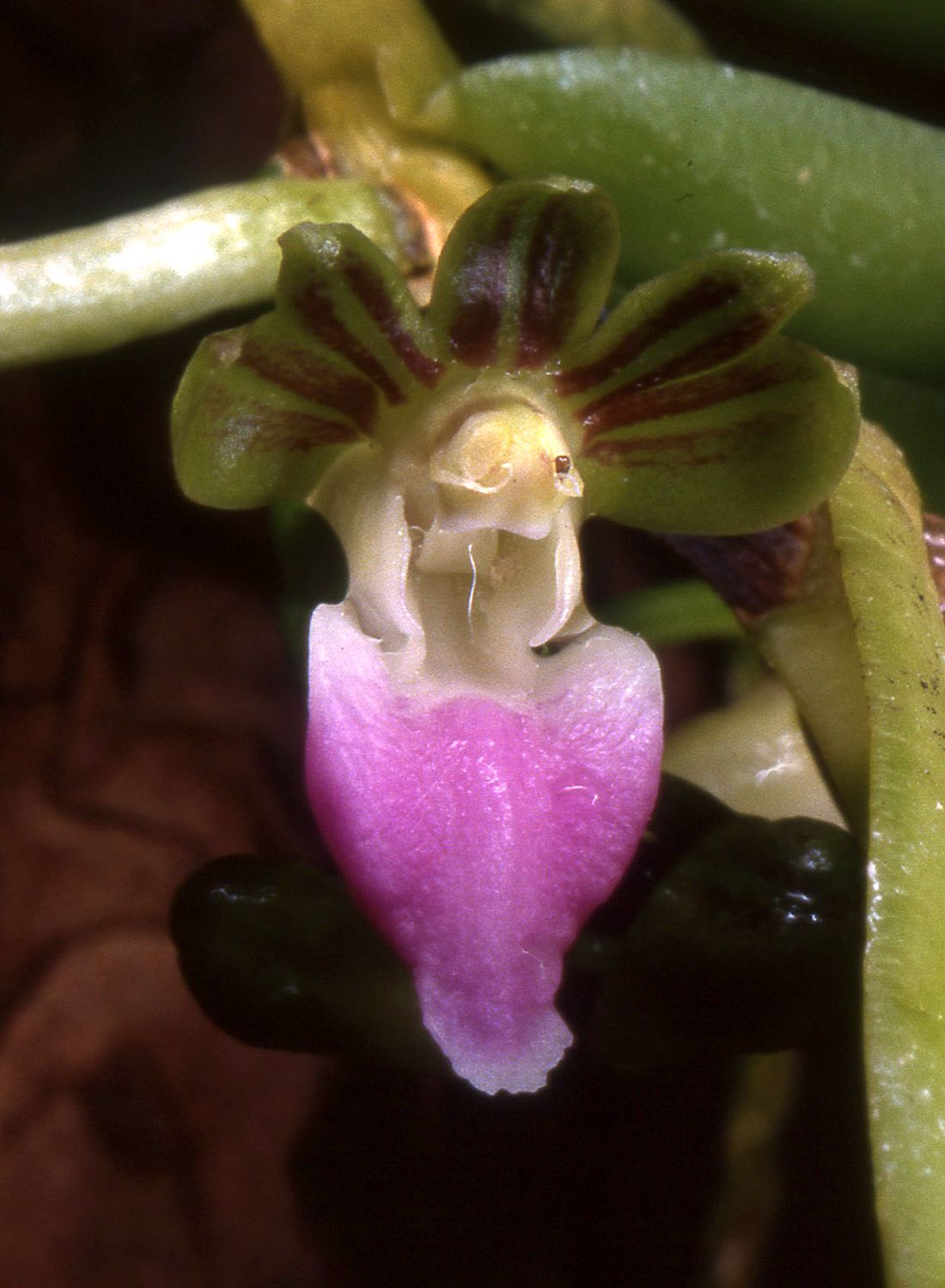